# Jack Metcalfe
John Patrick "Jack" Metcalfe, född 3 februari 1912 i  Bellingen i New South Wales, död 16 januari 1994 i Tura Beach i New South Wales, var en australisk friidrottare.
Metcalfe blev olympisk bronsmedaljör i tresteg vid sommarspelen 1936 i Berlin.